# 磁力
磁力（じりょく）とは、磁石がまわりの磁石や鉄と引き合ったり反発しあったりする力のこと。

## 概要
一般に磁力を持つ物質を磁性体と呼ぶ。磁石でない金属も、磁石で強くこすったり長い間磁石に接触させたりすると磁力を持つようになる。これを磁化という。磁力は1つの磁極、つまりN極から発して反対の性質を持つもう一方の磁極、S極で終わる磁力線と呼ばれる仮想の線で表現され、平行する磁力線は磁束と呼ばれる。磁極はN極またはS極の2種類のみであり、日常ではこれら2つが常に対になって存在しているが、磁気単極子またはモノポールと呼ばれるN極またはS極が単独で存在するとする物理仮説がある。
地球の作る磁力によって磁針は磁力の北と南を向くため、方位を知るのに使われる。磁石の引き付ける力を利用すると、物を持ち上げることができる。強い磁石ほど重たい物を持ち上げることができるが、それを引き離すのは大変である。電磁石を使えばスイッチの切り替えで磁力を切ることができるので便利である。磁石の反発を利用して、物を浮かすことができる。磁石が強ければ、列車のような重たい物でも浮かすことができる。これを磁気浮上と呼び、この力を利用して車体を支え、リニアモータで車体を進めるリニアモーターカーは典型的な例である。
磁場と (H) 磁極 (M) の間には力が働く。また、真空の透磁率 {\displaystyle \mu _{0}}、磁束密度{\displaystyle B}、面積{\displaystyle S} とすれば
{\displaystyle F={\frac {{B^{2}}S}{2\mu _{0}}}}
となる。磁束の強さはウェーバ (Wb) という単位で表す。磁性体中の磁束を他の磁石を近づけたり離したりする場合と、電磁石の電流を増減する場合では、磁石は全く同じ反応を示しこれらの磁束に差は無い。電磁石の場合、磁束の磁場から受ける力(F)は下記の式で表される。
{\displaystyle F=MH}
左辺の単位をニュートン (N) にすると、右辺の単位は Wb・A/m になる。単位面積当りの磁束の強さはテスラ(T)と呼ばれ Wb/m2 という単位で表す。

## 磁束密度の単位
1テスラは10,000 ガウスで地磁気の磁場の強度は0.25–0.60ガウスである。